# Michelle Nascimento
Michelle Santos do Nascimento, mais conhecida como Michelle Nascimento (Rio de Janeiro, 8 de novembro de 1984) é uma cantora e compositora de música cristã contemporânea. Michelle é filha de Sandra Santos e Tuca Nascimento que também é seu produtor. Ela vem de uma família dotada de, também, muitos cantores conhecidos e demais associados à música cristã contemporânea: Michelle é irmã de Gisele Nascimento e Michel Nascimento, prima de Wilian Nascimento, sobrinha de Mattos Nascimento, Rose Nascimento, Marcelo Nascimento, os compositores Marquinhos Nascimento, Mário Nascimento e Mizael Nascimento, o trombonista Moisés Nascimento (falecido em 2021), o músico e também pastor assembleiano José Olímpio Nascimento, e as cantoras, Noêmia Nascimento, Rute Nascimento, Rubenita Nascimento e Raquel Nascimento. Mãe de Lavinea Nascimento. Começou sua carreira aos vinte e um anos de idade. Michelle, juntamente com sua irmã Gisele Nascimento e seu primo Wilian Nascimento compõe o Trio Nascimento.

## História
Michelle vem de uma família de renome na música evangélica brasileira, a família Nascimento, nacionalmente conhecida através dos trabalhos musicais do seu pai Tuca Nascimento, dos seus tios cantores Mattos, Rose, Marcelo. Gisele é sua irmã e Wilian e John Nascimento, seus primos.[carece de fontes?] Apesar de ter sido criada em um lar protestante, afastou-se da fé cristã aos 16 anos . Retornando porém, cinco anos depois, aos 21 anos de idade. Uma das músicas que marcou muito sua vida nesta época é Não Ceda da sua tia Rose Nascimento.[carece de fontes?]
Em 2005, lança seu álbum de estréia pela gravadora Line Records, Toque de Fé. Seu segundo álbum foi lançado em 2007, chamado Chegou o Tempo. Nesse mesmo período, foi reconhecida em algumas partes do mundo como Estados Unidos, Portugal, Londres e Israel.[carece de fontes?]
Ao longo de sua carreira, Michelle já participou de projetos que visavam à arrecadação de ajudas para a África, aldeias de índios em Miranda, no Mato Grosso do Sul, construção de uma escola de missionários no Ceará e a arrecadação de 8 toneladas de alimentos e 1.500 tênis novos para as vítimas dos alagamentos e deslizamentos do Rio de Janeiro. Sua última participação foi no Projeto Malawi.
Em 2009, Michele lança o CD A Quem Enviarei, lançado em janeiro de 2009, O trabalho baseia-se na passagem bíblica de Isaías 6.8. A produção foi de seu pai. Participaram também do disco sua irmã Gisele e a cantora Aline Santana. Em 2011, lança um álbum chamado Michelle Nascimento e Família.
Em 28 de abril de 2011, assinou contrato com a MK Music.
Em 2012, Michelle lança seu primeiro álbum pela gravadora carioca MK Music, chamado Louve e Adore, com músicas pentecostais.
Em 2013, lança outro álbum pela MK, intitulado Batalha contra o Mal, com a produção musical de seu pai, Tuca Nascimento, produção vocal de sua irmã Gisele e a participação de seu primo Wilian na música Clame. Quase dois anos depois também recebe a premiação de disco de ouro por mais de 40 mil cópias vendidas.
Em 2014, é formado o Trio Nascimento, junto com sua irmã Gisele e seu primo Wilian para o lançamento do primeiro disco Marque uma Geração, álbum que causou muita expectativa no público.
Atualmente, Michelle congrega na Igreja IPAN Igreja Profetizando às Nações, igreja liderada pelo Pastor Emerson Pinheiro junto com sua esposa Pastora e Cantora Fernanda Brum na Barra da Tijuca onde a Cantora participa de vários cultos como a "TerçaFire".
Em 2020 a cantora anunciou sua saída da gravadora MK Music e em seguida assinou com a ONErpm e em fevereiro de 2022 anunciou sua volta para gravadora MK Music.
E agora em julho de 2023 a cantora anuncia sua saída novamente da gravadora MK Music e disse que é um novo tempo na carreira!

## Discografia
- 2005: Toque de Fé
- 2007: Chegou o Tempo
- 2009: A Quem Enviarei
- 2010: Michelle Nascimento e Família
- 2012: Louve e Adore
- 2013: Batalha Contra o Mal
- 2015: Desafio no Deserto
- 2018: Assim na Terra Como no Céu
- 2020 De Volta ao Jardim Secreto

Troféu Talento
- 2006: Revelação Feminina - (Venceu)
- 2006: Regravação - Antes Que Seja Tarde - (Indicado)
- 2008: Cantora do Ano - (Indicado)

Troféu Promessas
- 2012: Melhor Clipe - Louve e Adore - (Indicado)
- 2012: Melhor Cantora - Ela Mesma - (Indicado)
- 2012: Melhor CD Pentecostal - Louve e Adore - (Indicado)

Troféu de Ouro
- 2015: Destaque Nacional - Trio Nascimento (Venceu)
- 2016: Melhor Videoclipe - Desafio no Deserto - (Venceu)

## Ligações Externas
- Site Oficial
- MK Music